# Dragó comú
El dragó comú (Tarentola mauritanica) és una espècie de sauròpsid (rèptil) escatós de la família Phyllodactylidae originari de la conca mediterrània.

## Nom comú
Com que és una espècie tan freqüent a casa nostra que fins i tot conviu amb els humans, rep nombrosos noms comuns segons la contrada: dragó comú, dragó negre, dragolí, dragonet, talla-robes, menja-robes, rata-robes, esgarra-robes, estripa-robes, esqueixa-robes (o esquitxa-robes) o simplement dragó (o andragó).

## Descripció
Aquesta espècie de dragó és grossa i robusta, i arriba a fer 190 mm de longitud (inclosa la cua, que acostuma a fer aproximadament 50% de la llargada de l'individu). La seva coloració és fosca, grisenca, amb 4 o 5 bandes transversals fosques de forma irregular en el dors. Cal destacar també que la coloració canvia: és més fosca durant el dia i més clara durant la nit. A sota dels dits (cinc a cada extremitat) s'hi troben unes 12 laminetes subdigitals adhesives, que li permeten d'enfilar-se amb facilitat per superfícies verticals i llises. Les làmines estan formades per pèls finíssims (setae), al seu torn ramificats en spatulae, només visibles amb microscopi electrònic. Són tan fines que interactuen amb els àtoms que componen el suport pel qual es desplaça el dragó (pedra, maons, vidre) mitjançant les forces de van der Waals. Aquestes forces són febles, però com que a cada pota hi ha al voltant de mig milió de setae, amb 1.000 spatulae cadascuna, la suma permet suportar el pes de l'animal. Alhora, el dragó pot sostreure-se'n a voluntat variant l'orientació de les làmines, de forma que la polaritat de les setae canvia i les forces de van der Waals deixen d'atraure les spatulae.
Els mascles solen ser més grossos i tenir el cap proporcionalment més gros que les femelles. Alguns autors assenyalen que també es diferencien en el fet que els mascles només tenen ungles visibles en el 3r i 4t dit, mentre que les femelles presenten ungles visibles en tots els dits, però estudis recents apunten que aquest no és un bon caràcter diferenciador.

## Distribució
L'àrea de distribució d'aquesta espècie és la conca mediterrània, però ha estat introduïda a Tenerife, Madeira (Portugal), Califòrnia (Estats Units) i l'Uruguai. A la península Ibèrica, la trobem majoritàriament a la zona est, centre i sud i és absent en la major part del País Basc, Galícia, Cantàbria, Astúries, nord de Castella i Lleó i l'est de les muntanyes peninsulars.

## Hàbitat
Generalment el dragó comú es pot trobar en cotes baixes, entre el nivell del mar i 600 metres, encara que s'han arribat a trobar exemplars fins a 2.350 metres d'altitud (Sierra Nevada). És una espècie pròpia de roques i pedregars (on es camufla fàcilment), però també li agrada viure en troncs d'arbres i arbusts. Lluny dels pobles i ciutats, acostuma a tenir hàbits més diürns, per bé que ha sabut adaptar-se notablement a l'entorn urbà nocturn, on aprofita la llum artificial que hi ha a la nit per caçar insectes.

## Dieta
La dieta és molt variada i inclou nombrosos grups d'invertebrats, en especial coleòpters, aràcnids, himenòpters, lepidòpters i larves d'insectes. Ocasionalment també s'ha observat capturant individus joves de sargantanes i fins i tot de dragons. La dieta varia estacionalment, en funció de la disponibilitat de preses, fet que fa pensar que segueix un patró d'alimentació oportunista.

## Depredadors
La colobra de ferradura, la colobra bordelesa, la serp 
verda, l'òliba i la geneta són els depredadors més habituals del dragó comú. Davant l'amenaça d'un depredador, majoritàriament corre a refugiar-se en un amagatall, però també pot mantenir-se immòbil i aprofitar el mimetisme de la seva pell, que pot canviar de coloració per dissimular-se millor. En ser capturat emet uns xiscles que poden afavorir la seva fuga.

## Reproducció
El període reproductor té lloc durant la primavera i és extensible fins als principis d'estiu. Durant la còpula el mascle mossega la femella en el ventre. Les postes són d'1-2 ous (10x15 mm aprox) que són depositats sota terra, pedres o troncs. Normalment es fan entre 1 i 3 postes a l'any, però en captivitat es pot arribar fins a 7, de manera que es creu que el nombre de postes depèn de la disponibilitat d'aliment.